# Lydia Ludic Burundi Académic
Lydia Ludic Burundi Académic is een voetbalclub uit de Burundese hoofdstad Bujumbura. Ze spelen in de Primus League, de hoogste voetbaldivisie van Burundi.

## Erelijst
Beker van Burundi
Winnaar in 2011, 2012